# 한전KPS
한전KPS(韓電-)는 발전플랜트 설비 진단 및 성능개선, 국내외 발전설비, 신재생 EPC, 산업설비, 송변전 설비 등에 대한 전반적(Total) 서비스를 제공하는 전문회사다.

## 사업내용
한국전력공사가 전액 출자하여 설립한 발전플랜트 Total 서비스 전문회사로, 발전설비의 진동진단과 비파괴 검사, 금속학적 검사 등 전문기술을 활용하여 노후설비의 이상 유무 및 수명을 진단 분석하고, 수명연장 및 성능개선 공사를 수행하여 설비의 효율적 유지관리에 기여하고 있다.
또한 상업발전을 시작하기 전 첫 단계인 '시운전 정비', 정상운전 중인 설비의 이상유무를 점검하고 이상이 발견될 경우 해결하는 '경상정비'와 설비의 불시정지를 사전에 예방하기 위하여 정기적으로 가동을 중단하고 필요한 설비를 분해, 점검, 조립하며 성능을 시험하는 '계획예방정비' 등을 수행하고 있다.
아울러 태양광, 대형 풍력, 소수력, ESS사업 등 신재생에너지 설비에 대한 차별화된 O&M 서비스 제공과 더불어, 민자발전소를 비롯한 산업체 자가발전설비, 지역난방 및 집단에너지 공급업체를 대상으로 경상정비, 계획예방정비, 개보수 공사를 수행하고 있다.
뿐만 아니라 GT정비기술센터와 원자력정비기술센터, 솔루션실에서는 가스터빈 정비, 원전 핵심설비에 대한 정비 및 엔지니어링을 비롯한 특화기술서비스를 수행하는 등 발전설비에 관한 Total 서비스 시스템을 갖추고 있으며, 엔지니어의 전문화와 고급화에 주력하기 위한 인재개발원과 원자력연수원을 운영한다.
송변전 분야와 관련해서는 가공 송전선로 정비, 초고압 송전선로 활선정비, 전력시설물의 감리, 설계, 건설, 안전진단 및 특고압 직류 해저케이블 및 변환설비 유지정비 등을 수행하고 있다.
인도, 필리핀, 파키스탄, 모로코, 방글라데시, 우루과이 등에서 해외발전설비의 유지보수(O&M)를 수행하고 있으며 세계 여러국가에 대한 정비 및 기술용역 서비스를 확대하고 있다. 또한 한국 내 EPC가 수행중인 해외발전설비 건설의 시운전 및 인수성능검사도 함께 실시한다.

## 지분 현황
최대주주는 공기업인 한국전력공사로, 보유지분은 51%이다. 그외 주요주주로는 국민연금(9.88%) 등이 있다.

## 역대 사장
- 김선창 (1984~1986)
- 한훈 (1986~1989)
- 이교선 (1989~1992)
- 장기옥 (1992~1993)
- 서석천 (1993~1996)
- 이원 (1996~1999)
- 김형국 (1999~2002)
- 이경삼 (2002~2005)
- 함윤상 (2005~2008)
- 권오형 (2008~2010)
- 태성은 (2010~2013)
- 최외근 (2013~2017)
- 정의헌 (2017~2018)
- 김범년 (2018~2021)
- 김홍연 (2021~)

## 설립목적 및 주요사업
- 설립목적: 전력설비의 철저한 정비로 전력의 안정적 공급에 기여
- 주요사업
  - 발전플랜트 설비 진단 및 성능개선
  - 국내발전설비 정비
  - 해외발전설비 운전 및 정비
  - 신재생설비 EPC
  - 송변전 설비 정비

## 같이 보기
- 한국전력공사
- 한국전력기술